# Malcolm II di Scozia
Máel Coluim Mac Cináeda, o in inglese Malcolm II MacCineada, conosciuto anche come Forranach, ossia il Distruttore (954 circa – Glamis, 25 novembre 1034), è stato re di Scozia dal 1005 al 1034.
La data di nascita di Máel Coluim è sconosciuta, ma si ritiene che sia avvenuta attorno al 980 se il Flateyjarbók è esatto nel datare il matrimonio della figlia Sigurd Hlodvisson al tempo di Olaf Tryggvason.
Secondo gli annali irlandesi che raccolgono le notizie sulla sua vita, Máel Coluim fu ard rí Alban, Alto Re di Scozia. Come del resto Brian Boru, Alto Re d'Irlanda, egli non era l'unico re di Scozia: tra i suoi vassalli si ricordano il Re di Strathclyde, che governò a lungo nel sud ovest della Scozia, e diversi sovrani Vichingo-gaelici delle coste a ovest e delle Isole Ebridi e l'avversario Mormaer di Moray. A sud, nel Regno d'Inghilterra, gli erano fedeli i Conti di Bernicia e Northumbria, i cui predecessori erano stati Re di Northumbria e avevano regnato su gran parte del sud della Scozia, e che continuavano a governarne gran parte del sud est.

## Primi anni
Non è chiaro se Máel Coluim fece la prima apparizione pubblica nel 997, quando "Cináed mac Maíl Coluim" viene identificato come l'uccisore di Causantín mac Cuilén. Ad ogni modo, se Máel Coluim abbia ucciso Causantín o no, non ci sono dubbi che egli, nel 1005, abbia ucciso il successore di Causantín, Cináed mac Duib, nella battaglia di Monzievaird a Strathearn.
John di Fordun scrisse che Máel Coluim sconfisse le armate norvegesi nel primo giorno della sua incoronazione, ma questo fatto non viene riportato da alcun'altra fonte. Fordun indica che il Vescovato di Mortlach (successivamente trasferito ad Aberdeen) venne fondato in ringraziamento di questa vittoria.

## La Bernicia
La prima azione rimarchevole del regno di Malcom II fu l'invasione della Bernicia, dal momento che il re locale non aveva voluto sottomettersi alla sua volontà, fatto che portò all'assedio di Durham. Lo scontro sembra sia stata una sconfitta per gli abitanti della Northumbria, guidati da Uchtred l'Ardito, futuro Conte di Bernicia.
Una seconda guerra in Bernicia, probabilmente nel 1018, ebbe maggior successo. La Battaglia di Carham, combattuta sul fiume Tweed, fu una vittoria per gli scozzesi, guidati da Malcom II in persona e dagli uomini di Strathclyde guidati da Eógan (Owen il Coraggioso). In questo periodo, la morte del Conte Uchtred avrebbe dovuto essere già avvenuta, ed Eiríkr Hákonarson venne nominato Conte di Northumbria dal cognato, Canuto il Grande, anche se la sua influenza rimase limitata nella zona a sud, il regno formale di Deira, ed Eiríkr si oppose agli scozzesi.
Una delle figlie di Malcom II, il cui nome è sconosciuto, sposò Sigurd Hlodvisson, Conte delle Orcadi. Il loro figlio, Thorfinn Sigurdsson aveva appena cinque anni quando Sigurd venne ucciso, il 23 aprile 1014, nella Battaglia di Clontarf. La Orkneyinga saga riporta che Thorfinn venne cresciuto alla corte di Malcom II e, dal nonno, ottenne il governo di Caithness. Thorfinn, definito Heimskringla, fu un fervido alleato dei re di Scozia, e fu di valido aiuto a Malcom II stesso contro la tirannia del re norvegese Olaf Haraldsson.

## Morte e successione
Máel Coluim morì nel 1034 (Mariano Scoto riporta la data della sua morte il 25 novembre 1034). L'elenco dei re di Scozia lo vede morire a Glamis, descrivendolo come il re scozzese più valoroso e vittorioso. Gli Annali di Tigernach riportano: "Máel Coluim mac Cináeda, Re di Scozia, l'onore di tutta l'Europa dell'ovest, è morto". La Profezia di Berchán, che fu d'ispirazione per John di Fordun e per Andrew of Wyntoun, riportava che egli sarebbe morto di morte violenta, aggredito da alcuni banditi, combattendo contro "i parricidi", probabilmente i figli di Máel Brigte di Moray, a cui Malcom II aveva sottratto il trono.
Ad ogni modo, la teoria più veritiera sulla morte di Malcom II è quella data da Mariano, taciuta dagli annali irlandesi, il quale parla del successore di Malcom, Donnchad, che governò per cinque anni e nove mesi. Dal momento che la morte di quest'ultimo sarebbe avvenuta nel 1040, descritta come "morte prematura" dagli Annali di Tigernach, avrebbe dovuto essere un ragazzo nel 1034. L'assenza di posizioni certe fa permanere il dubbio sulla causa della morte di Malcom II.
Non si conosce molto altro della vita di Máel Coluim; il Book of Deer riporta che Máel Coluim fu il fondatore, come già detto, del Vescovato di Mortlach-Aberdeen.

## Ascendenza
|                      |   |   | Genitori |  |  | Nonni |  |  | Bisnonni            |  |  | Trisnonni              |  |
|                      |   |   |          |  |  |       |  |  | Donald II di Scozia |  |  | Costantino I di Scozia |  |
|                      |   |   |          |  |  |       |  |  | Donald II di Scozia |  |  | Costantino I di Scozia |  |
|                      |   | … |          |  |  |       |  |  | Donald II di Scozia |  |  |                        |  |
| Kenneth II di Scozia |   |   |          |  |  |       |  |  | Donald II di Scozia |  |  |                        |  |
|                      |   | … | …        |  |  |       |  |  |                     |  |  |                        |  |
|                      |   | … | …        |  |  |       |  |  |                     |  |  |                        |  |
|                      |   | … | …        |  |  |       |  |  |                     |  |  |                        |  |
| Kenneth II di Scozia |   | … |          |  |  |       |  |  |                     |  |  |                        |  |
|                      |   | … | …        |  |  |       |  |  |                     |  |  |                        |  |
|                      |   | … | …        |  |  |       |  |  |                     |  |  |                        |  |
|                      |   | … | …        |  |  |       |  |  |                     |  |  |                        |  |
| Aeilgifu di Leinster |   | … |          |  |  |       |  |  |                     |  |  |                        |  |
|                      |   | … | …        |  |  |       |  |  |                     |  |  |                        |  |
|                      |   | … | …        |  |  |       |  |  |                     |  |  |                        |  |
|                      |   | … | …        |  |  |       |  |  |                     |  |  |                        |  |
| Malcolm II di Scozia |   | … |          |  |  |       |  |  |                     |  |  |                        |  |
|                      | … | … |          |  |  |       |  |  |                     |  |  |                        |  |
|                      | … | … |          |  |  |       |  |  |                     |  |  |                        |  |
|                      | … | … |          |  |  |       |  |  |                     |  |  |                        |  |
| Malcolm I di Scozia  | … |   |          |  |  |       |  |  |                     |  |  |                        |  |
|                      |   | … | …        |  |  |       |  |  |                     |  |  |                        |  |
|                      |   | … | …        |  |  |       |  |  |                     |  |  |                        |  |
|                      |   | … | …        |  |  |       |  |  |                     |  |  |                        |  |
| Edith Sigursdóttir   |   | … |          |  |  |       |  |  |                     |  |  |                        |  |
|                      |   | … | …        |  |  |       |  |  |                     |  |  |                        |  |
|                      |   | … | …        |  |  |       |  |  |                     |  |  |                        |  |
|                      |   | … | …        |  |  |       |  |  |                     |  |  |                        |  |
| …                    |   | … |          |  |  |       |  |  |                     |  |  |                        |  |
|                      |   | … | …        |  |  |       |  |  |                     |  |  |                        |  |
|                      |   | … | …        |  |  |       |  |  |                     |  |  |                        |  |
|                      |   | … | …        |  |  |       |  |  |                     |  |  |                        |  |
|                      |   | … |          |  |  |       |  |  |                     |  |  |                        |  |